# 佐伯清
佐伯 清（さえき きよし、1914年9月19日 - 2002年7月16日）は、愛媛県松山市生まれの映画監督である。代表作は昭和残侠伝シリーズ。

## 来歴・人物
愛媛県立松山中学校卒業後に、同郷の伊丹万作を頼り、片岡千恵蔵の片岡千恵蔵プロダクションに入る。1935年（昭和10年）、『戦国奇譚 気まぐれ冠者』で初めて助監督のクレジットが入る。同期に助監督として活躍した市川崑とは兄弟分の関係で弟のように可愛がっていたという。日活太秦撮影所、新興キネマを経て東宝映画へ移籍した。
1945年（昭和20年）1月、榎本健一 の『天晴れ一心太助』で監督デビュー。東宝争議をきっかけに新東宝へ、1952年（昭和27年）に東映へ。主に東映京都撮影所で時代劇を撮るが、1958年（昭和33年）以降は東映東京撮影所での現代劇が中心となる。プログラムピクチャーの監督として、バラエティーに富んだ作品を数多く残している。1963年（昭和38年）は千葉真一主演の『柔道一代』、『白い熱球』を監督した。1965年（昭和40年）、高倉健主演の『昭和残侠伝』を演出。以降20本の任侠映画を生み出す。1972年（昭和47年）12月30日に封切られた『昭和残侠伝 破れ傘』が、劇場用映画最後の作品となった。
1960年代後半からの東映のポルノ路線、1973年（昭和48年）『仁義なき戦い』以降の任侠路線から実録路線転換にハラを立て、1975年（昭和50年）に『キネマ旬報』誌上で、「現実に日本全国で起こっているやくざの抗争、こんなものは箸にも棒にも掛からぬ程汚くて、僕のドラマの対象にはなりません。乾ききった今日の世相風俗、毎日の流行に目を血走しらせて、自分の足元を見ない若者達、私は何本かの実録ものやポルノ映画を見ましたが、あんな汚らしい映画の中から、果たして次に何が生まれて来るのでしょう。SEX、実録、それも結構、でも、せめて映画ではもっと夢やロマンを見つけたいと思いませんか！」などとぶちまけた。

## 作品
- 天晴れ一心太助（1945年）
- 北の三人（1945年）
- 陽気な女（1946年）
- 幸運の仲間（1946年）
- 中山安兵衛（1951年）
- 新遊侠伝（1951年）
- 戦後派お化け大会（1951年）
- にっぽんGメン 不敵なる逆襲（1951年）
- 赤道祭（1951年）
- 加賀騒動（1953年）
- 早稲田大学（1953年）
- 花と龍（1954年）
- 沓掛時次郎（1954年）
- からたちの花（1954年）
- 花笠若衆（1955年）
- 羅生門の妖鬼（1956年）
- 大地の侍（1956年）
- 夕日と拳銃 日本篇 大陸篇（1956年） - 金日成（波島進）が英雄となっている
- 母子像（1959年）
- 伊達騒動　風雲六十二万石（1959年）
- 地獄に真紅な花が咲く（1961年）
- 柔道一代 （1963年）
- 白い熱球 （1963年）
- 昭和残侠伝 （1965年）
- 侠客三国志　佐渡ケ島の決斗（1966年）
- 昭和最大の顔役（1966年）
- 昭和残侠伝 唐獅子牡丹（1966年）
- 昭和残侠伝 一匹狼（1966年）
- 続・渡世人（1967年）
- 渡世人（1967年)
- 兵隊極道（1968年）
- 新網走番外地　さいはての流れ者（1969年）
- 懲役三兄弟（1969年）
- 博徒仁義 盃（1970年）
- 昭和残侠伝 吼えろ唐獅子（1971年）
- 現代やくざ 盃返します（1971年）
- 昭和残侠伝 破れ傘（1972年）